# Gunnison (Missisipi)
Gunnison – miasto w Stanach Zjednoczonych, w stanie Missisipi, w hrabstwie Bolivar.